# GeoEye
Это статья о корпорации GeoEye. О принадлежащем ей спутнике см. GeoEye-1.
GeoEye Inc. (NASDAQ: GEOY) — корпорация-поставщик информации по дистанционному зондированию Земли (космическая и аэрофотосъёмка) расположенная в городе Херндон в штате Виргиния в США. 29 января 2013 года GeoEye объединилась с корпорацией DigitalGlobe. Ранее компанией владел фонд Cerberus Capital Management.
GeoEye предоставляет полный спектр услуг, связанных с получением, обработкой и распространением данных дистанционного зондирования Земли, полученных как со спутников, так и аэросъёмкой. Один из ведущих поставщиков данного вида услуг для коммерческих организаций. Поставляет также данные услуги для военных и государственных учреждений США.
Образована 12 января 2006 года путём слияния OrbImage и Space Imaging. Штаб-квартира находится в городе Херндон в штате Виргиния в США, управление спутниками осуществляется из Херндона и города Торнтон в штате Колорадо. Офис в Сент-Луисе в штате Миссури производит дополнительную обработку изображений. Имеется множество наземных станций, расположенных по всему миру.
Обладает собственной спутниковой группировкой, состоящей из аппаратов: IKONOS, OrbView-2, Orbview-3, OrbView-5, GeoEye-1.